# Nogometni Klub Hrvatski Dragovoljac
Il Nogometni klub Hrvatski dragovoljac (in croato: FC volontario croato), meglio noto come Dragovoljac, è una società calcistica croata di Zagabria.
Fondata nel 1975, nella stagione 2021–22 milita nella massima divisione croata, dopo aver vinto nel 2020–21 la Druga HNL.

## Storia
Il club viene fondato nel 1975 con il nome di NK Trnsko 75, l'anno seguente cambia nome in ONK Novi Zagreb, e nel 1990 in NK Novi Zagreb. Dopo l'indipendenza della Croazia nel 1991, molti dei giocatori partono volontari per la guerra, e nel 1994, proprio in onore di ciò, il club assume la denominazione attuale di Hrvatski dragovoljac (dal croato: Volontario croato).
Il club venne promosso per la prima volta nella Prva HNL nel 1996, raggiungendo nella stagione seguente il terzo posto e la qualificazione alla Coppa Intertoto, raggiungendo buone posizioni anche le stagioni seguenti fino al termine della stagione 2001-2002, quando venne retrocesso in Druga HNL. 
Nella stagione 2008-2009 ritorna nella massima serie. Seguono campionati di sali-scendi, e nella seconda metà degli anni '10 rischia più volte la retrocessione in terza divisione salvandosi ogni volta perché le migliori squadre della divisione inferiore non hanno i mezzi per affrontare la Druga HNL.
Nella stagione 2020-2021 vince a sorpresa il campionato e torna in Prva HNL.

## Strutture

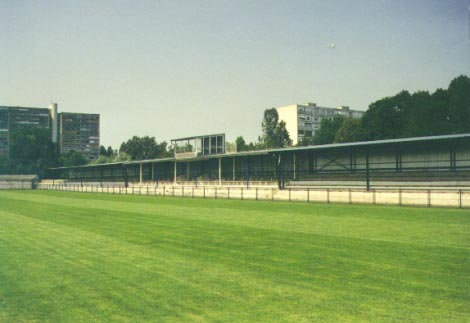
Stadion NŠC Stjepan Spajić

### Stadio
Il club disputa le partite interne in un impianto sito a Siget (un quartiere di Novi Zagreb), per questo motivo lo stadio si chiamò Stadion u Sigetu dal 2000 (anno della costruzione) fino al 2004. In quell'anno fu ridenominato Stadion NŠC Stjepan Spajić, in onore di Stjepan Spajić, presidente del club deceduto appunto nel 2004.
Ha una capienza di 4500 posti e non presenta i requisiti per la Prva HNL, quindi per le partite casalinghe nella massima divisione, il Dragovoljac deve utilizzare lo Stadio Kranjčevićeva di Zagabria. In alcune occasioni, prima del 2004, ha utilizzato anche gli stadi di Slavonski Brod e Petrinja.

## Calciatori
- Blaž Slišković (1994–1996)
- Goran Jurić (1995–1996)
- Vladimir Vasilj (1995–1998)
- Mario Bazina (1995–1999)
- Boris Živković (1996–1997)
- Robert Prosinečki (2000)
- Srđan Lakić (2004–2005)
- Ivan Strinić (2007–2008)
- Marcelo Brozović (2010–2011)

## Palmarès

### Competizioni nazionali
- Druga hrvatska nogometna liga: 2

2012-2013, 2020-2021

### Altri piazzamenti
- Campionato croato:

Terzo posto: 1996-1997
- Coppa di Croazia:

Semifinalista: 1996-1997
- Druga hrvatska nogometna liga:

Secondo posto: 2007-2008
Terzo posto: 2009-2010

## Tifoseria
I tifosi più accesi sono i Crni Ratnici (guerrieri neri).